# Blair McDonough
Blair McDonough es un actor australiano, conocido por haber interpretado a Stuart Parker en Neighbours y a Matt O'Connor en la serie Winners & Losers.

## Biografía
Es el menor de cinco hermanos Gavin, Ryan, Wade, Gavin y Tash McDonough, todos miembros de la banda Fifth Avenue. Junto con Gavin y Ryan fundó RGB producciones.
En 2001 salió con la cantante Belinda Chapple, sin embargo la relación terminó. Durante su tiempo en Neighbours, salió con la actriz y cantante Delta Goodrem. En 2009 salió con Amber Field.
En 2013 se casó con su novia Kristi Townley en una ceremonia en Hawái. A finales de 2013, Kristi sufrió un aborto involuntario a las 12 semanas. A finales de septiembre de 2014 se anunció que Blair y su esposa estaban esperando a su primer bebé. El 26 de marzo de 2015 nació su primera hija, Leni Rose McDonough. A finales de mayo de 2017 la pareja tuvo su segundo bebé, Van James McDonough.

## Carrera
Saltó a la fama en 2001, cuando participó en el concurso Big Brother Australia, donde quedó en segundo lugar.
El 13 de diciembre de ese mismo año, se unió a la exitosa serie australiana donde interpretó a Stuart Parker hasta el 5 de abril de 2006, después de que su personaje decidiera irse de Ramsay Street.
En enero de 2007 participó en el programa Safari School, donde ocho celebridades tomaban un entrenamiento durante cuatro semanas en la Reserva Shamwari Game en Sudáfrica, sin embargo Blair fue la cuarta celebridad en ser eliminada. 
Ese mismo año en abril se unió al programa Deadline donde varias celebridades trabajaban para crear una revista basada en celebridades, sin embargo Blair no tuvo suerte y fue el tercer eliminado. 
En 2008 interpretó al jugador de fútbol y víctima de asesinato Cameron Gunning en la serie australiana City Homicide. 
En 2009 apareció como personaje recurrente en la serie Sea Patrol, donde interpretó a Matt Robsenn.
En 2010 participó en la novena temporada del concurso de baile Australia's Dancing With the Stars, su pareja fue la bailarina profesional Jessica Raffa, sin embargo fueron los segundos en ser eliminados. En 2011 se unió al elenco principal de la nueva serie Winners & Losers, donde interpretó a Matt O'Connor, el esposo de Rebecca Gilbert, hasta 2012, luego de que su personaje muriera al explotar su auto.
El 5 de octubre de 2017 se unió como invitado a la exitosa serie australiana Home and Away donde interpretó a Alan Ellis, el padre de Beth Ellis (Anneliese Apps), hasta el 23 de octubre del mismo año después de que su personaje decidiera abandonar la bahía junto a su esposa Jackie Ellis (Rachael Coopes) después de que su hija muriera.

## Filmografía

### Series de televisión
| Año         | Título           | Personaje           | Notas                                  |
| ----------- | ---------------- | ------------------- | -------------------------------------- |
| 2017        | Home and Away    | Alan Ellis          | 6 episodios                            |
| 2011 - 2012 | Winners & Losers | Matt O'Connor       | 43 episodios                           |
| 2010        | Sleuth 101       | Dan Kinsman         | episodio "Performance EnhancinG Death" |
| 2009        | Sea Patrol       | Matt Robsen         | 5 episodios                            |
| 2007 - 2009 | Heartbeat        | Mick MacDonald      | 4 episodios                            |
| 2008        | City Homicide    | Cameron Gunning     | episodio "Golden"                      |
| 2001 - 2006 | Neighbours       | Stuart "Stu" Parker | 171 episodios                          |

### Películas
| Año  | Título                     | Personaje | Notas                                                   |
| ---- | -------------------------- | --------- | ------------------------------------------------------- |
| 2009 | Strangers on a Sushi Train | Hank      | cortometraje - junto a Haiha Le                         |
| 2004 | Kill All the Rock Stars    | Derek     | cortometraje - junto a David Hoflin & Frankie J. Holden |
| 2001 | Man Down                   | Chad      | cortometraje - junto a Christina Davis                  |

### Apariciones
| Año  | Programa                           | Notas                      |
| ---- | ---------------------------------- | -------------------------- |
| 2010 | Australia's Dancing With the Stars | 12 episodios - concursante |
| 2007 | Deadline                           | 3 episodios - concursante  |
| 2007 | Safari School                      | 4 episodios - concursante  |
| 2001 | Big Brother Australia              | 2 episodios - concursante  |

### Teatro
| Año  | Obra               | Personaje | Director       | Teatro    | Notas                                                                              |
| ---- | ------------------ | --------- | -------------- | --------- | ---------------------------------------------------------------------------------- |
| 2007 | The Vegemite Tales | Dan       | Bill Buckhurst | The Venue | junto a Anna Skellern, Jonathon Dutton, Jessica Gerger, Andy Leonard & Andrew Robb |

## Premios y nominaciones
| Año  | Categoría                    | Premio      | Película   | Resultado |
| ---- | ---------------------------- | ----------- | ---------- | --------- |
| 2002 | Most Popular New Male Talent | Logie Award | Neighbours | Nominado  |